# Ophiocordyceps unilateralis
Ophiocordyceps unilateralis, známý také jako zombie houba, je druh parazitické houby, která napadá mravence rodu Camponotus. Tento vztah je jedním z příkladů manipulace parazita svým hostitelem. K parazitismu dochází nejčastěji v tropických deštných lesích.

## Životní cyklus
Mravenec s nedostatkem živin je nucen slézt dolů ze stromu, kde se nacházejí spory houby. Spory napadnou mravence přes kutikulu, dostávají se do nervové soustavy a začínají produkovat chemickou látku, která ovládá mravence. Bohužel zatím není známo, o jakou směs látek se jedná. Vědci mnoho látek při výzkumu ani neznali, je ale zajímavé, že se látky lišily, podle toho jaká houba napadala jakého mravence.
Tato infekce trvá 6 dní, poté je mravenec přinucen opustit své hnízdo. Zakousne se na spodní stranu listu do hlavní cévy listové žilnatiny, přibližně 25 cm nad zemí, v místě s velmi vysokou vlhkostí a teplotou mezi 20 a 30 °C. Toto jsou ideální podmínky pro houbu k rozmnožování.
Zatímco mravenec umírá, houba nadále šíří hyfy, přemění vnitřní orgány na cukr, aby mohla lépe růst. Svalovou soustavu nechává bez povšimnutí, aby měla jistotu, že mravenec zůstane stále přichycený na spodní straně listu. Ani vnějšího obalu si nevšímá, až na jedno místo, v zadní části hlavy mravence vyroste stopka. Nechce totiž, aby houbu napadly mikroby nebo jiné houby.
Po 2 týdnech stopka dosáhne dvojnásobné velikosti mravence, vyroste plodnice a výtrusy spadnou na zem, kde vytvoří „infekční pole“, do kterého když mravenec vstoupí, je téměř jistotou, že se nakazí.

## Výskyt
S touto parazitickou houbou se nejčastěji setkáváme na území deštných pralesů Thajska, Brazílie a jejich okolí.

## Adaptace mravenců
Mravenci si vyvinuli jistou formu ochrany před nákazou, staví si hnízda ve stromech. Nedostatek živin je však zažene dolů, kde se mohou nakazit touto parazitickou houbou. Další adaptací může být to, že se vyhýbají místům, kde se vyskytují ostatní mrtví mravenci stejného druhu.

## Potenciální využitíO. unilateralis
Houby O. unilateralis a její příbuzné druhy mají schopnost aktivního sekundárního metabolismu, když produkují protilátky na ochranu mravence před napadení mikroby při rozmnožování houby uvnitř těla mravence. Jejich agens (konkrétně Polyketid) zaujal vědce jako potenciální Imunomodulátor.